# Valentina Visconti

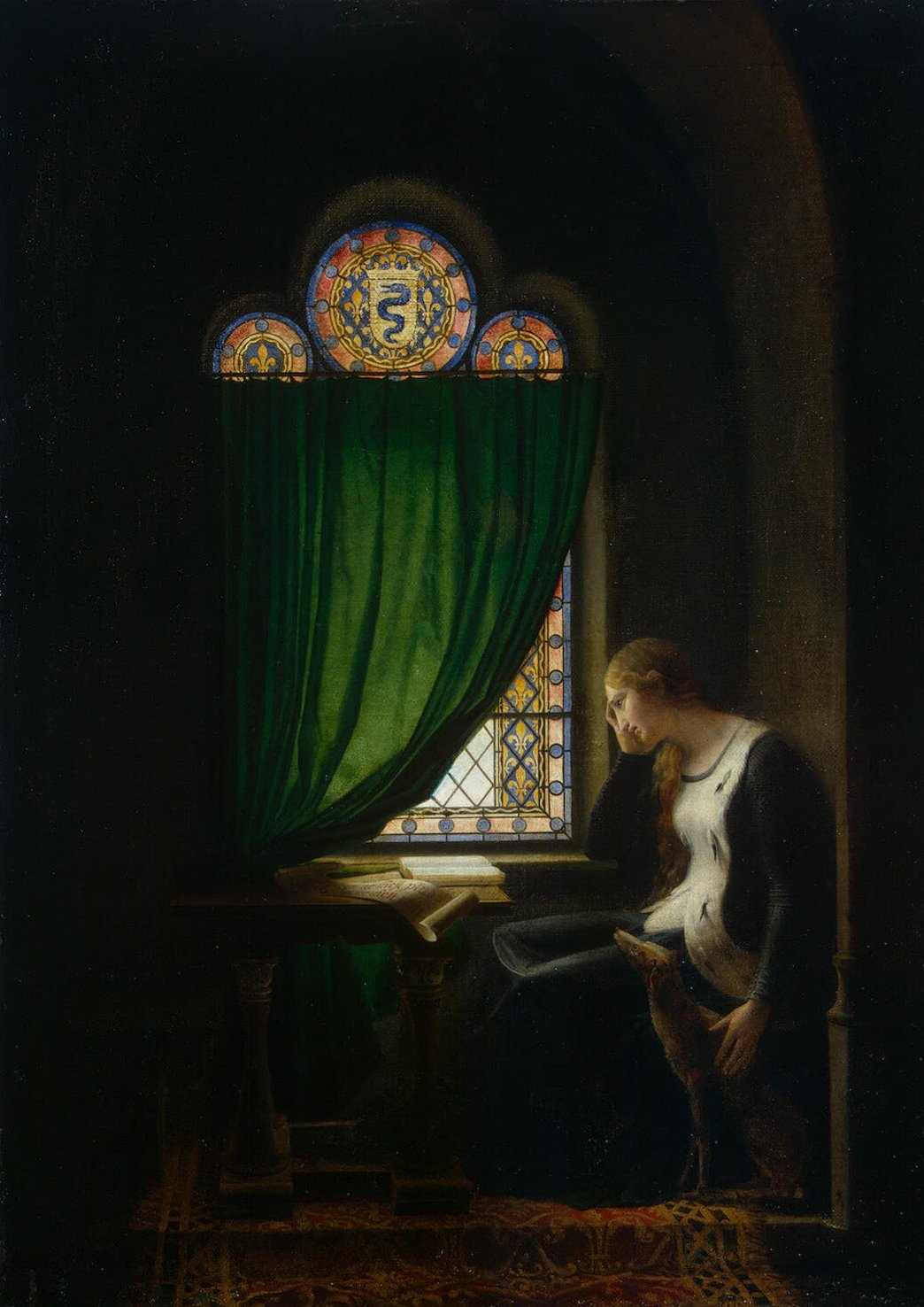
François Fleury-Richard: Valentina Visconti, Herzogin von Orléans in ihrer Kemenate

Valentina Visconti (* 1366 oder 1368; † 4. Dezember 1408 im Schloss Blois) war Tochter von Gian Galeazzo Visconti, Herzog von Mailand, und der französischen Prinzessin Isabella von Valois. Ihre Brüder Giovanni Maria Visconti und Filippo Maria Visconti waren die beiden letzten Visconti-Herzöge von Mailand.

## Leben
Valentina wurde am 17. August 1389 mit ihrem Vetter, dem 17-jährigen jüngeren Bruder von König Karl VI., Herzog Ludwig von Orléans (1372–1407) vermählt.
1396 zog sich Valentina mit ihrem Sohn Karl vom Pariser Hof in die Provinz zurück, weil ihre Schwägerin, Königin Isabeau behauptete, sie trage die Schuld an der zunehmenden geistigen Verwirrung König Karls. Während ihr Gatte als Regent für den geistesgestörten König am Hof blieb, widmete sie sich der Erziehung ihrer Kinder sowie eines legitimierten außerehelichen Stiefsohns, des späteren Grafen von Dunois. Ab 1406 bemutterte sie Isabella von Valois, die Verlobte ihres Ältesten, seine Base.
Am 23. November 1407 wurde ihr Gatte Ludwig im Auftrag seines Cousins, des burgundischen Herzogs Johann Ohnefurcht, seinem schärfsten Rivalen um die Regentschaft, in Paris auf offener Straße ermordet. Valentina versuchte, die Bestrafung der Mörder und ihres Anstifters durchzusetzen, scheiterte aber und erlag erschöpft einer Krankheit, kaum mehr als ein Jahr nach dem Tod ihres Gatten.
Valentina Visconti wurde 1408 in der Kirche des Couvent des Cordeliers in Blois beigesetzt und vermutlich im Jahr 1446 in die Kirche des Pariser Couvent des Célestins überführt, um in der Kapelle des Hauses Orléans an der Seite ihres Gatten zu ruhen.

## Nachkommen
Valentina Visconti gebar Ludwig von Orléans zehn Kinder, von denen nur vier überlebten.
- NN († 1390), beigesetzt in der Kirche St-Paul in Paris
- Ludwig (1391–1395)
- Johann († 1393)
- Karl, Herzog von Orléans (1391–1465)
- Philipp, Graf von Vertus und Porcien (1396–1420)
- Marie (1401–1401)
- Johann, Graf von Angoulême (1399–1467)
- Margarete von Orléans, Herzogin von Vertus (1406–1466) heiratete 1423 Richard d’Étampes (Richard von Bretagne)

Ihr Enkel Ludwig von Orléans (Sohn ihres Sohnes Karl) gelangte 1498 als Ludwig XII. auf den französischen Thron, als Nachfolger des ohne männlichen Erben verstorbenen Karl VIII.
Ihr Urenkel Franz von Angoulême (Enkel ihres Sohnes Johann) gelangte 1515 auf den Thron als Franz I., Schwiegersohn und Nachfolger des ohne männlichen Erben verstorbenen Ludwig XII.
Valentinas Sohn Karl hatte die von ihr ererbten Ansprüche auf das norditalienische Asti oder gar Mailand nicht durchsetzen können. Dies versuchten ab 1499 ihr Enkel Ludwig und später ihr Urenkel Franz nachzuholen. Sie lösten damit eine Serie von letztlich erfolglosen Kriegen aus, durch die Italien weitgehend unter österreichische und spanische Herrschaft geriet und politisch wie wirtschaftlich abstieg.

## Grabmal
Im Jahr 1502 gab Ludwig XII. ein aufwendiges Grabmal mit zwei Gisants für seine Großeltern bei den in Genua niedergelassenen italienischen Bildhauern Michele d'Aria (1446–1500), Girolamo Viscardi (1467–nach 1522) aus Mailand sowie Donato di Battista Benti und Benedetto da Rovezzano aus Florenz in Auftrag. Das Werk traf 1516 in Frankreich ein und wurde im Zölestinerkloster in der Grablege des Hauses Orléans aufgestellt. Es befindet sich heute im südlichen Seitenschiff der Basilika-Kathedrale von Saint-Denis.